# Ólga Yerovassíli
Ólga Yerovassíli (en grec Όλγα Γεροβασίλη), née le 16 janvier 1961 à Arta en Grèce, est une médecin et femme politique grecque.
Elle a été porte-parole du gouvernement en 2015 et 2016 puis ministre de la Réforme administrative de 2016 à 2018, et ministre de la Protection du citoyen jusqu'en 2019.

## Biographie

### Carrière médicale
Ólga Yerovassíli a étudié la médecine à l'université d'Athènes.
Elle est médecin radiologue.
Elle a été secrétaire de la Société médicale d'Arta de 1997 à 2003, puis de l'Association médicale d'Arta de 2003 à 2005.

### Activités politiques
Ólga Yerovassíli est élue conseillère municipale d'Arta en 1998. 
Elle est candidate aux élections législatives grecques de 2000 sur une liste indépendante, et aux élections européennes de 2004 sur la liste indépendante « Les femmes pour une autre Europe ».
Elle est candidate à la mairie d'Arta aux élections municipales de 2006 et 2010,.
Aux élections législatives grecques de mai 2012, elle est élue députée au Parlement hellénique sur la liste du SYRIZA dans la circonscription d'Arta, et réélue aux élections législatives de juin 2012. Au Parlement, elle est membre de la commission permanente de l’administration publique, de l’ordre public et de la justice et de la commission permanente spécialisée de la diaspora hellénique.
Aux élections régionales de 2014, elle est tête de liste pour le SYRIZA dans la périphérie de l'Épire. Sa liste obtient 24,58 % des suffrages, le meilleur score du pays pour son parti. Elle est battue par la liste de la Nouvelle Démocratie qui remporte la majorité absolue au premier tour.
Aux élections législatives grecques de janvier 2015, elle est à nouveau élue députée d'Arta. Elle est désignée représentante parlementaire du SYRIZA pour la XVIe législature du Parlement hellénique.
Elle devient porte-parole du gouvernement d'Aléxis Tsípras lors du remaniement ministériel du 17 juillet 2015. Elle succède à Gavriíl Sakellarídis, qui avait souhaité quitter le gouvernement, mais qui reprend ses fonctions de représentant parlementaire.
Elle est porte-parole du SYRIZA pour la campagne des élections législatives grecques de septembre 2015. Elle est réélue députée d'Arta et conserve ses fonctions de porte-parole dans le deuxième gouvernement d’Aléxis Tsípras.